# Pekka Niemi
Pekka Niemi, född den 15 november 1909 - död den 21 december 1993 var en finländsk längdåkare som tävlade under 1930-talet.
Niemis första mästerskap blev OS 1936 i Garmisch-Partenkirchen där han slutade trea på 18 kilometer. Hans stora framgång blev VM 1937 i Chamonix där han vann tre medaljer. Han vann guld på 50 kilometer, silver i stafett och brons på 18 kilometer. Niemi var även med i VM i Lahtis 1938 där han slutade på fjärde plats på 50 kilometer. VM 1939 i Zakopane blev han sista mästerskap och inte heller här blev det några medaljer. Han slutade femma på 50 kilometer och sexa på 18 kilometer. 